# Franz Tausch
Franz Wilhelm Tausch (* 26. Dezember 1762 in Heidelberg; † 9. Februar 1817 in Berlin) war ein deutscher Klarinettenvirtuose und Komponist.
Franz Tausch war einer der ersten großen Klarinettenvirtuosen. Mit sechs Jahren wurde er bereits von seinem Vater Jacob Tausch unterrichtet, zwei Jahre später war er schon Mitglied der kurfürstlichen Hofkapelle in Mannheim, in der er Klarinette und Violine spielte. Als der Hof 1778 nach München umzog, kehrte auch Tausch seiner Heimat den Rücken. Von München aus begann er, seine Karriere als Klarinettist voranzutreiben und sich als reisender Virtuose hören zu lassen. Zusammen mit seinem Orchesterkollegen Peter von Winter begab er sich 1780/81 mit einem kurfürstlichen Stipendium nach Wien, um bei Antonio Salieri zu studieren. Am 1. April 1789 nahm er in München seinen Abschied und folgte einem Ruf als Kammermusiker in königliche Dienste nach Berlin, wo er zudem im Orchester König Friedrich Wilhelm II. spielte. Auch unter dessen Nachfolger Friedrich Wilhelm III. wirkte Tausch in Berlin und gründete dort schließlich 1805 zusammen mit anderen Virtuosen das Conservatorium der Blasinstrumente. Unter seinen zahlreichen Schülern finden sich so berühmte Virtuosen wie Bernhard Henrik Crusell und Heinrich Joseph Baermann. In Berlin war er Mitglied der Freimaurerloge „Urania zur Unsterblichkeit“.
Unter Tauschs Werken finden sich diverse Konzerte für sein Instrument, einige konzertante Sinfonien, sowie zahlreiche Kammermusiken.